# Reineberg
Der Reineberg ist ein 274,6 m ü. NHN hoher Berg im Wiehengebirge, südlich der Stadt Lübbecke im Gebiet des Reineberger Hagens.

## Lage
Mit einer Höhe von 275,9 m ü. NHN ist er aus topographischer Sicht in diesem Teil des Wiehengebirges zunächst nur ein wenig spektakulärer Berg, da sich in unmittelbarer Nähe wesentlich höhere Gipfel befinden, wie z. B. der 320 m hohe Heidbrink in knapp 1 km Entfernung in südlicher Richtung. Östlich des Reinebergs erhebt sich jenseits eines Talgrundes der Heidkopf, westlich der Meesenkopf, auf dessen Gipfel sich auch einst eine Befestigungsanlage befand. 230 Meter südwestlich des Gipfels liegt eine Wittekindsquelle, die für die ehemalige Besatzung der Burganlage auf dem Gipfel eine gewisse Bedeutung hatte, sich heute aber lediglich als kleiner Tümpel an einer Felsklippe am Wegesrand darstellt.

## Reineburg
Der Berg war Standort der Burg Reineberg (auch Reineburg) genannt. Seinen Bekanntheitsgrad verdankt der Reineberg als Hausberg der Stadt Lübbecke dem Umstand, dass bis 1723 der Gipfel Standort der Burg Reineberg war. Erhalten sind in der Gipfelregion Reste der Wälle und Gräben.

## Sage um den Reineberg
Vom Reineberg wird erzählt, der sächsische Fürst Wittekind sei, vom Aussatz befallen, "nach dem Limberge gekommen, er hier in dem an der Westseite desselben befindlichen Brunnen Linderung erhalten, von da nach dem Reineberg gegangen und dort rein geworden sei. Davon soll der Reineberg seine Namen haben." In diesem soll es ein unterirdisches Gewölbe mit einem magischen Zugang geben, in dem "König Wekings silberne Wiege stehe".

## Tourismus
Vom Südrand der Kernstadt, z. B. vom Waldstadion, lässt sich der Reineberg in 15 bis 20 Minuten erwandern. Der Wanderweg, auf dem man den Reinberg umrunden kann, ist rund 1,1 km lang. Südlich – beim Heidbrink – verlaufen der Wittekindsweg und der E11. Am nördlichen Gebirgsfuß verläuft der Arminiusweg.

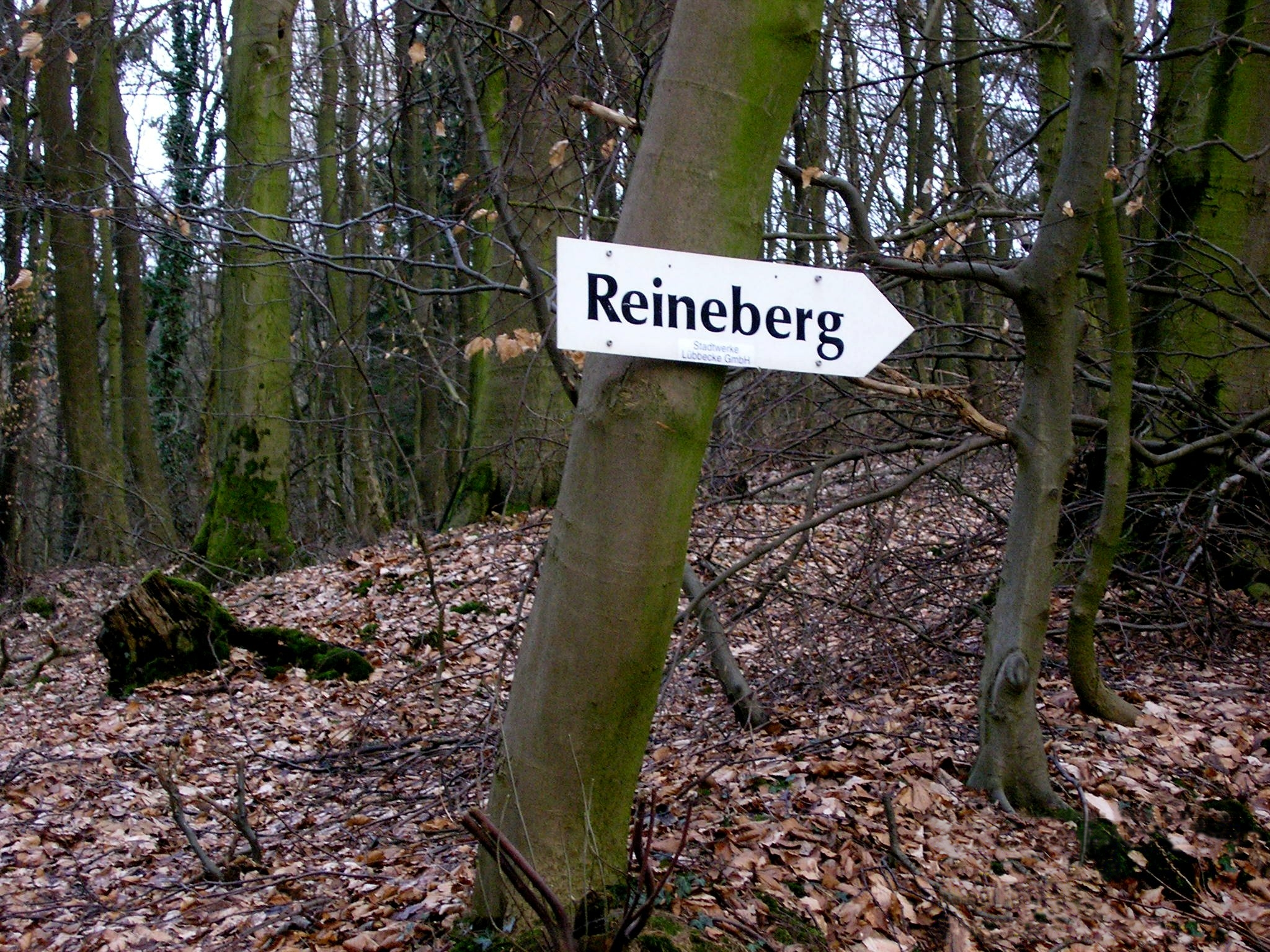
Unmittelbar in Gipfelnähe weist ein Wegweiser auf den letzten Abschnitt des Aufstieges.
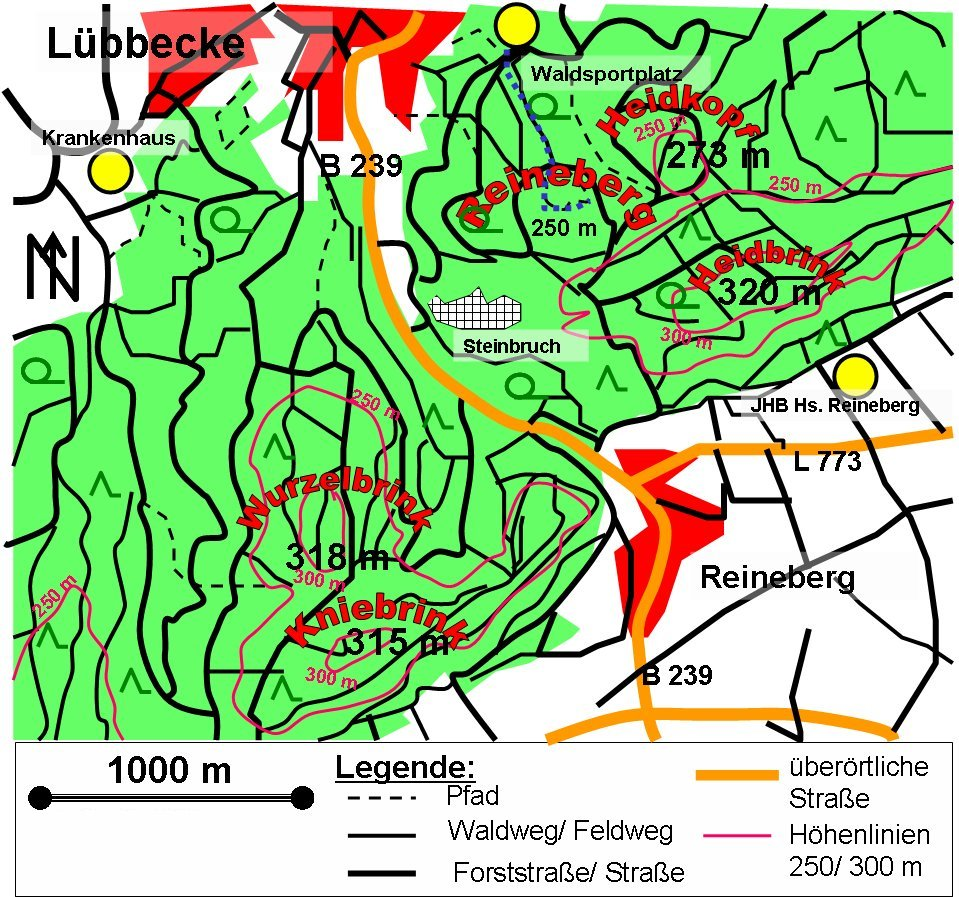
Vom Waldsportplatz in Lübbecke stur Richtung Süden wandernd erreicht man den Reineberg in 10–15 Minuten
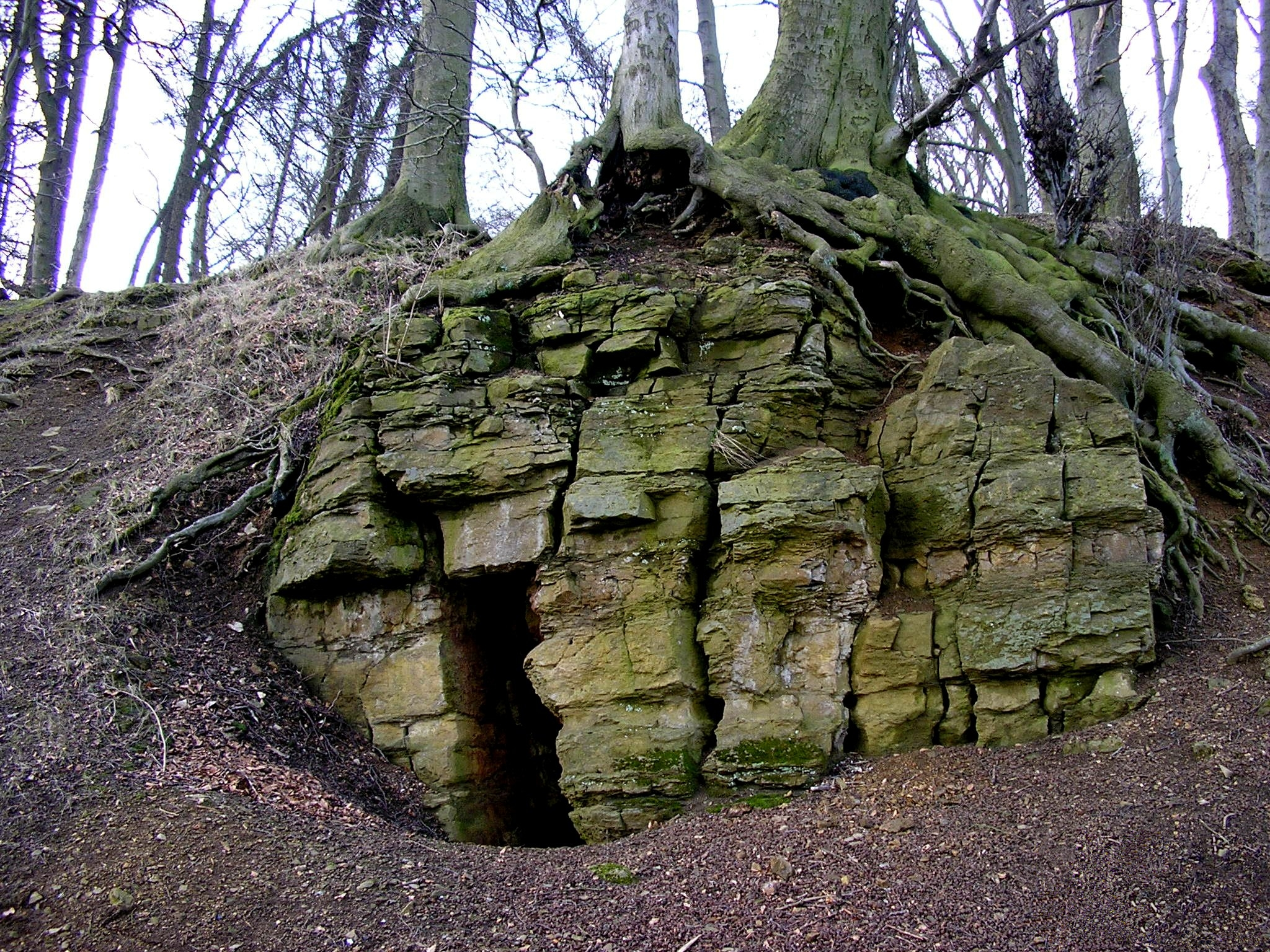
Anstehendes Gestein des Jura auf dem Reineberg
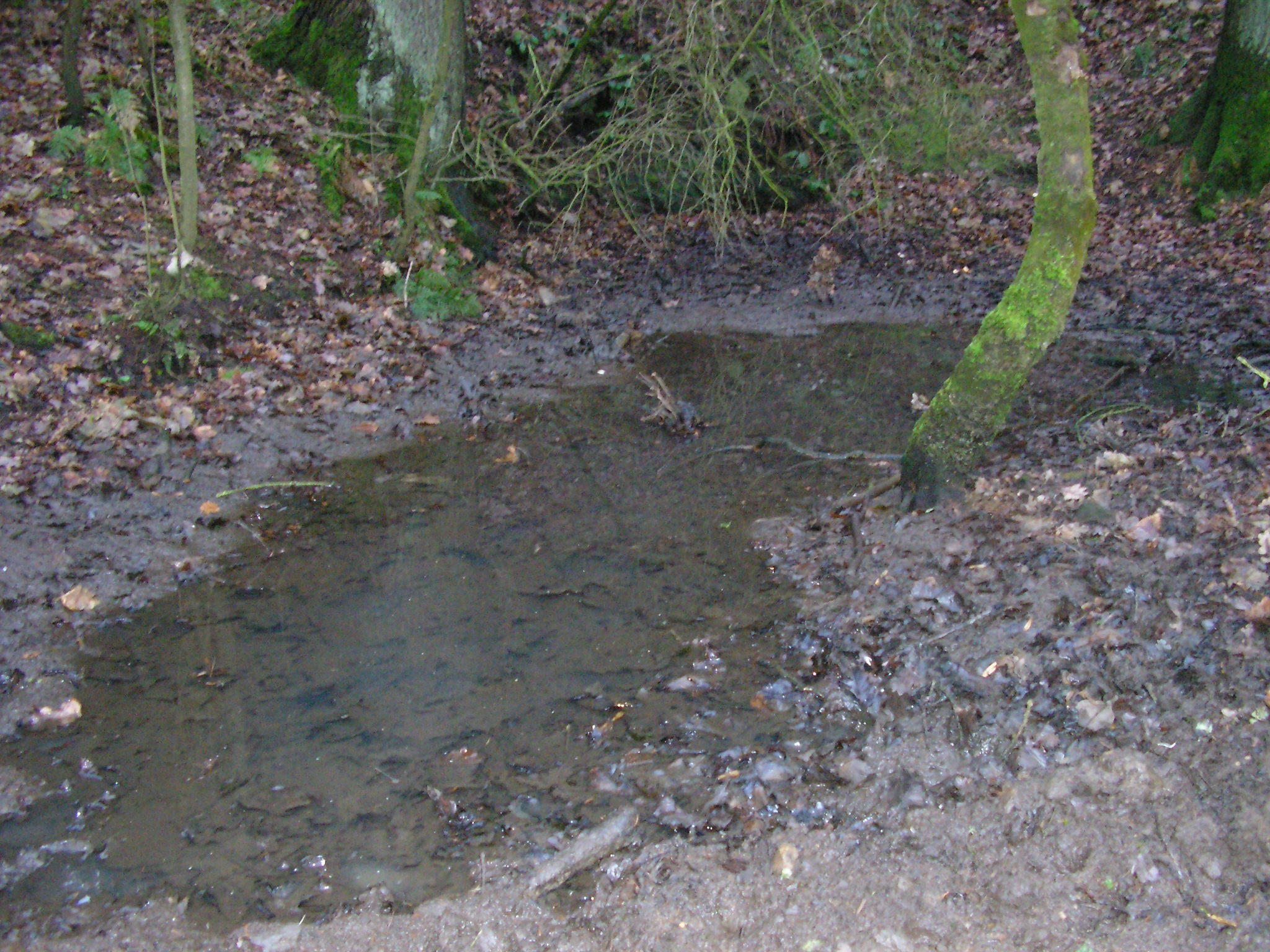
Die Wittekindsquelle unweit des Berggipfels